# 多格灘事件

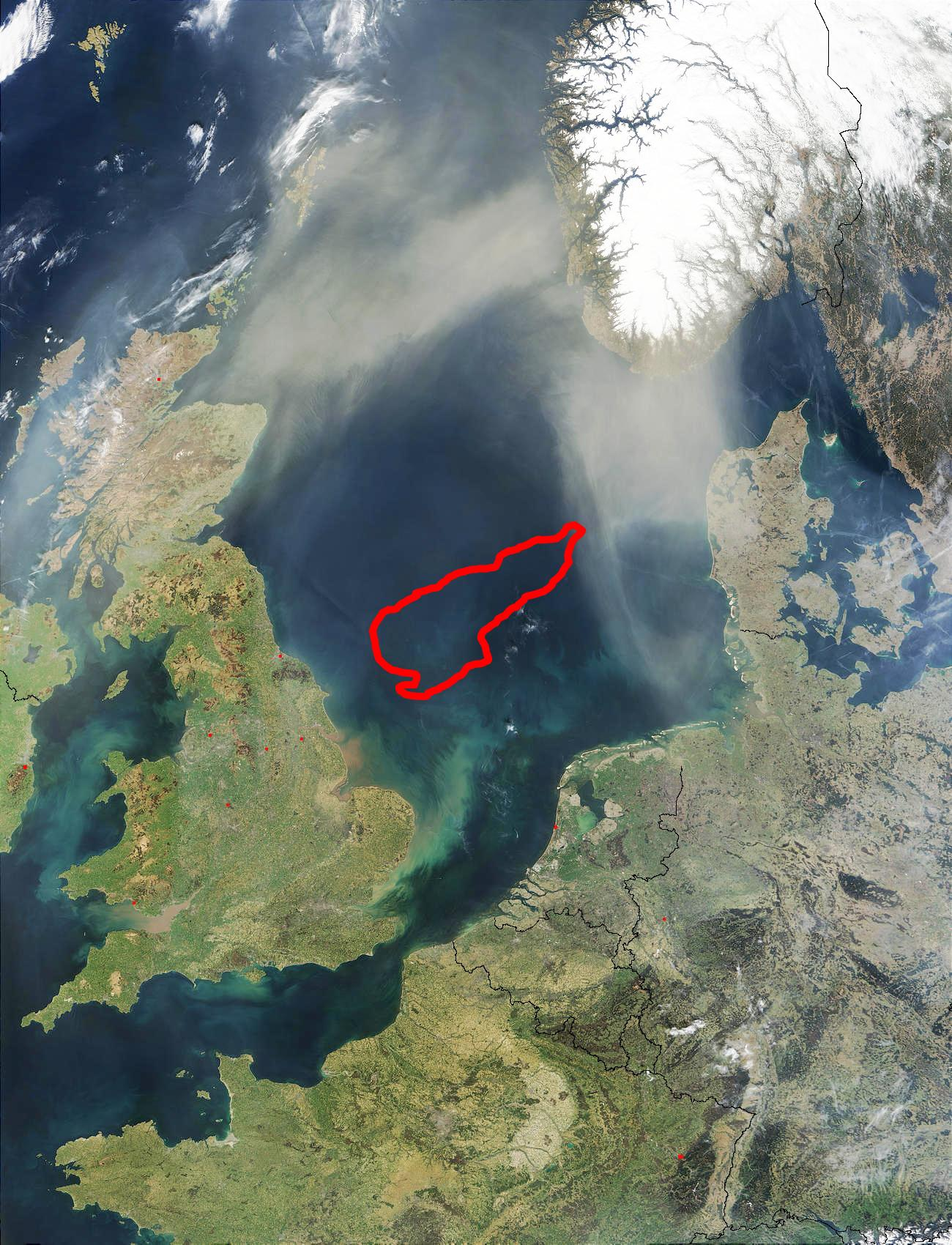
北海中多格滩的位置

多格灘事件又名北海事件，是一場發生在1904年10月21日晚間的英俄衝突，當時正值日俄战争，俄國波羅的海艦隊調往遠東作戰，在北海上因著濃霧，誤將多格滩上的英國拖網漁船當作日本軍艦攻擊事件，俄羅斯軍艦也在近戰的混亂中相互射擊。事件中兩名英國漁民死亡，另外六人受傷，一艘漁船沉沒，五艘船受損。在俄羅斯方面，阿芙罗拉号巡洋舰上的一名水手和一名俄羅斯東正教牧師被友軍炮火打死。
該事件導致俄羅斯和英國之間發生了嚴重的外交衝突，由於英日同盟，這一沖突特別危險。此後，一些英國報紙稱俄羅斯艦隊為“海盜”，英國皇家海軍也為戰爭作了準備，在外交壓力下，俄羅斯政府同意對此事件進行調查，海軍上將罗杰斯特文斯基被下令在西班牙維戈停靠，在那裡他留下了那些被認為有責任的軍官（以及至少一名批評他的軍官）。
1904年11月25日，英國和俄羅斯政府簽署了一項共同協議，雙方同意將該問題提交給一個國際調查委員會。國際委員會於1905年1月9日至2月25日在巴黎舉行會議。國際委員會的報告得出的結論是：“專員們宣布，他們提出的調查結果，羅傑斯特文斯基海軍上將自事件開始到結束都親自竭盡所能，以防止被認可的拖網漁船被攻擊。”
俄羅斯事後自願向漁民支付了66,000英鎊的賠償。

## 延伸閱讀
- Corbett, Sir Julian. (2015) Maritime Operations In The Russo-Japanese War 1904-1905. Vol. 1 originally published Jan 1914. Naval Institute Press ISBN 978-1-59114-197-6
- Corbett, Sir Julian. (2015) Maritime Operations In The Russo-Japanese War 1904–1905. Vol. 2 originally published Oct 1915. Naval Institute Press ISBN 978-1-59114-198-3
- Wood, Walter. . London: Kegan Paul, Trench, Trübner & Co. 1911.